# Новомихайловський (Зав'яловський район)
Новомиха́йловський (рос. Новомихайловский) — починок в Зав'яловському районі Удмуртії, Росія.
Стара назва — Новомихайловське.
Знаходиться на правій верхній терасі річки Ягулка, правої притоки Вожойки, між селом Старе Михайловське та Іжевськом.

## Населення
Населення — 73 особи (2012; 42 в 2010).
Національний склад станом на 2002 рік:
- росіяни — 86 %

## Урбаноніми[3]
- вулиці — Джерельна